# NGC 6926
[[Файл:NGC_6926_PanS.jpg|мини|справа|альт=изображение создано с использованием программного обеспечения aladin sky atlas из Страсбургского центра астрономических данных и pan-starrs (/ Телескоп панорамной Съемки и Система Быстрого реагирования) общедоступные данн|изображение создано с использованием программного обеспечения aladin sky atlas из Страсбургского центра астрономических данных и pan-starrs ([https://panstarrs.stsci.edu / Телескоп панорамной Съемки и Система Быстрого реагирования) общедоступные данн]
NGC 6926 (другие обозначения — PGC 64939, UGC 11588, MCG 0-52-33, ZWG 373.33, VV 621, IRAS20305-0211) — галактика в созвездии Орёл.
Этот объект входит в число перечисленных в оригинальной редакции «Нового общего каталога».